# Orinus thoroldii
Orinus thoroldii là một loài thực vật có hoa trong họ Hòa thảo. Loài này được (Stapf ex Hemsl.) Bor mô tả khoa học đầu tiên năm 1951 publ. 1952.